# North Harrow (London Underground)

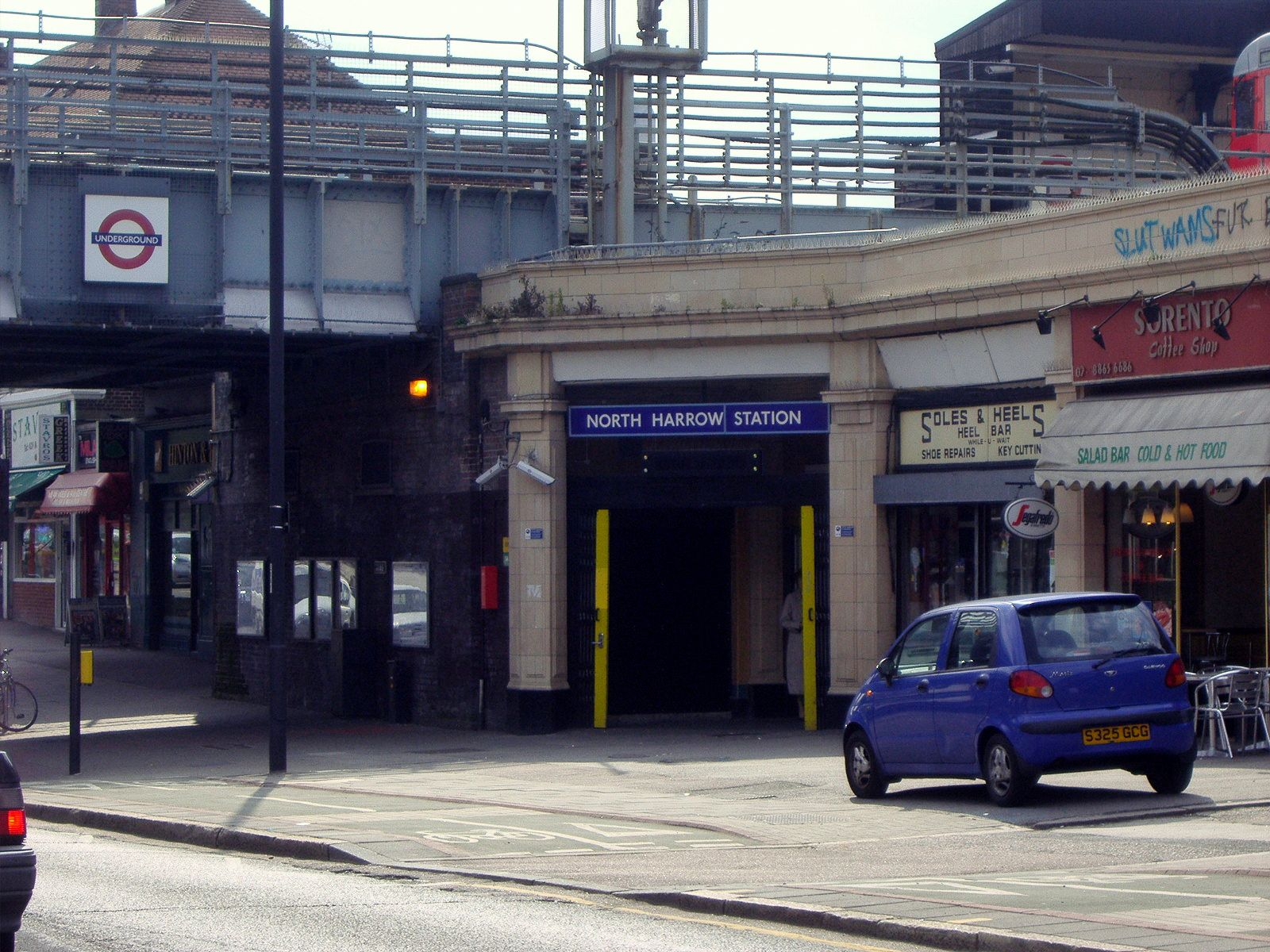
Stationseingang

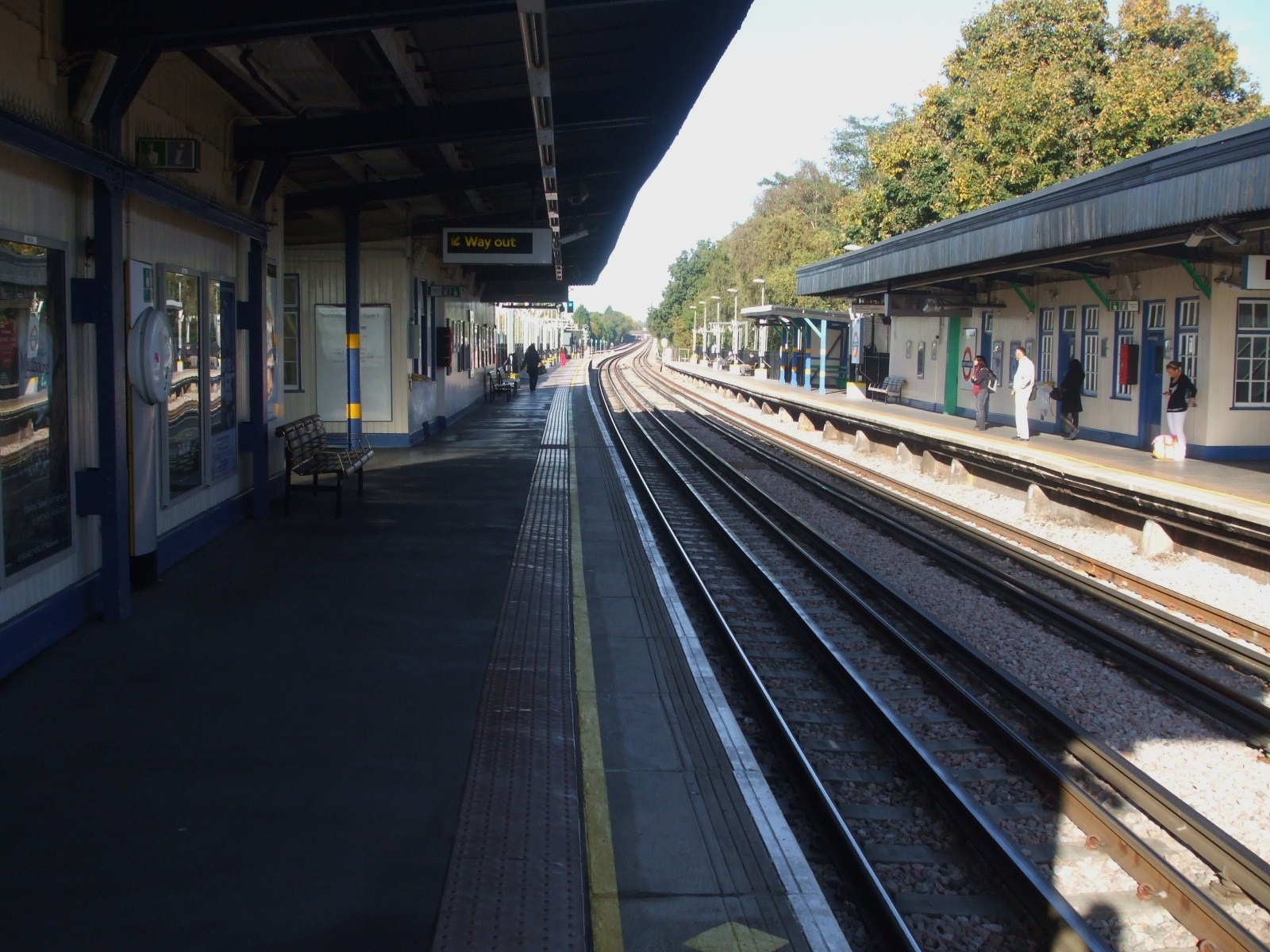
Bahnsteig

North Harrow ist eine oberirdische Station der London Underground im Stadtbezirk London Borough of Harrow. Sie liegt in der Travelcard-Tarifzone 5 an der Station Road. Die von der Metropolitan Line bediente Station wurde im Jahr 2013 von 1,69 Millionen Fahrgästen genutzt.
Die Station liegt am viergleisigen Streckenabschnitt zwischen Harrow-on-the-Hill und Moor Park. Nur die beiden nördlichen Gleise verfügen über Seitenbahnsteige, an diesen halten Lokalzüge der Metropolitan Line. Expresszüge der Metropolitan Line sowie sämtliche Züge der Bahngesellschaft Chiltern Railways fahren auf den beiden südlichen Gleisen ohne Halt durch.
Die Strecke der Metropolitan Railway (Vorgängergesellschaft der Metropolitan Line) bestand zwar bereits seit dem 25. Mai 1885, doch die Station wurde erst nachträglich gebaut, da die Dichte der Bebauung zu Beginn noch sehr gering war. Die Eröffnung erfolgte am 22. März 1915. Am 5. Januar 1925 wurde der Abschnitt Harrow-on-the-Hill – Rickmansworth elektrifiziert. Im Jahr 1961 erhielt die Strecke zwischen Harrow-on-the-Hill und Northwood Hills eine zweite Doppelspur.